# Верхний Арадирих
Верхний Арадирих — село в Гумбетовском районе Дагестана. Входит в сельское поселение «Сельсовет „Арадрихский“».

## Географическое положение
Расположено у подножья горы Турамеэр, в 55 км к юго-востоку от районного центра села Мехельта.

## Население
| 1888 | 1895 | 1926 | 1939 | 1970 | 1989 | 2002 |
| ---- | ---- | ---- | ---- | ---- | ---- | ---- |
| 273  | ↘260 | ↗267 | ↗299 | ↗389 | ↘276 | ↗381 |
| 2010 | 2021 |      |      |      |      |      |
| ↗494 | ↘358 |      |      |      |      |      |

## История
В 1944 году все население села пересело в село Бас-Гордали (переименованное в Арадерих) Ритлябского района.